# Stenanthemum emarginatum
Stenanthemum emarginatum är en brakvedsväxtart som beskrevs av B.L. Rye. Stenanthemum emarginatum ingår i släktet Stenanthemum och familjen brakvedsväxter. Inga underarter finns listade i Catalogue of Life.